# Johann Jacob Renner

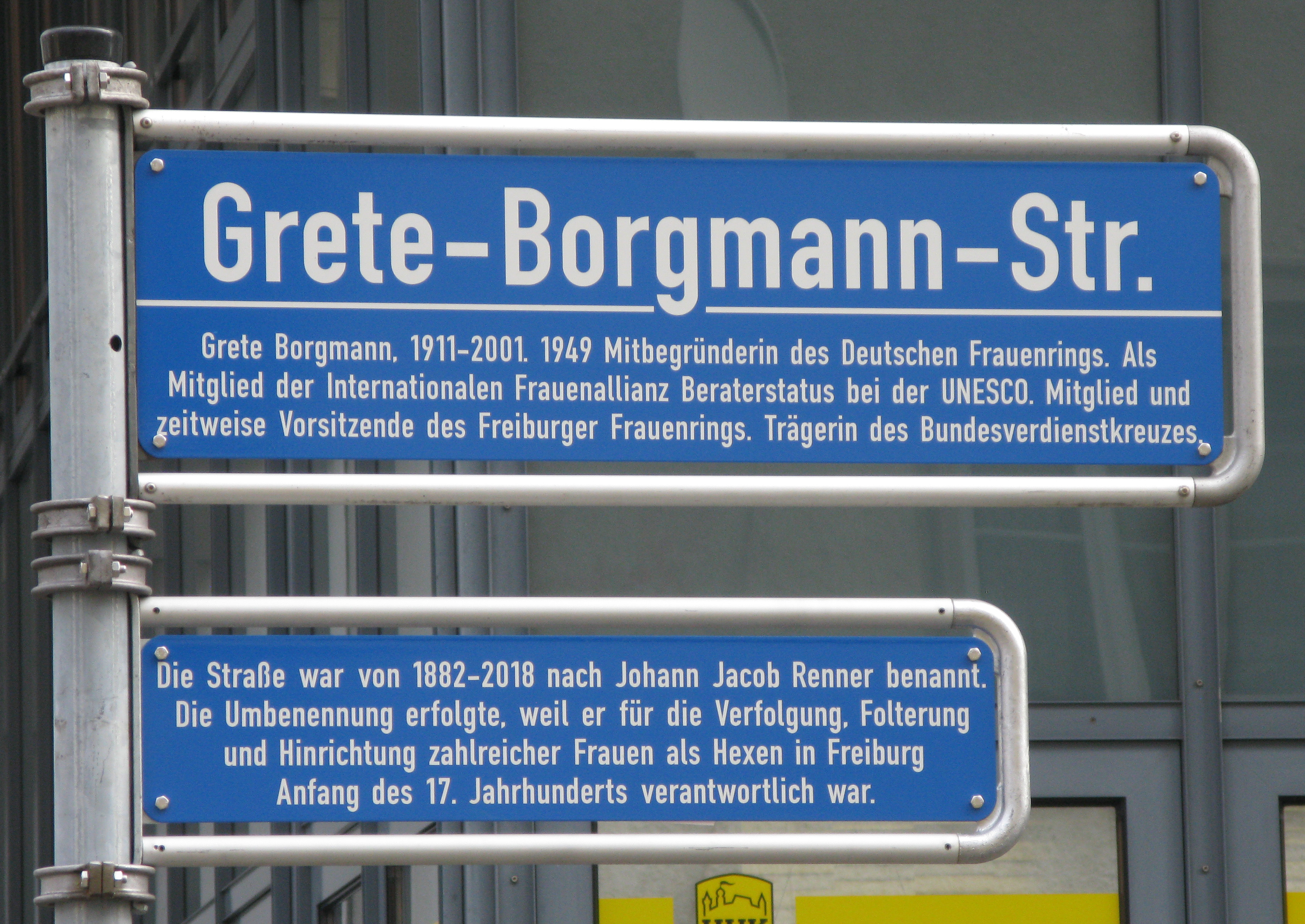
Die frühere Rennerstraße in Freiburg, heute Grete-Borgmann-Straße

Johann Jacob Renner (* vor 1590 in Freiburg im Breisgau; † nach 1613 ebendort) war Stadtrat und gehörte der Stadtregierung in Freiburg im Breisgau an.

## Leben
Von Johann Jacob Renner ist nur bekannt, dass er im vorderösterreichischen Freiburg eine steile Karriere in der Stadtverwaltung machte. Er wurde 1590 zu einem der „Zwölf Beständigen“ im dreimal pro Woche tagenden Rat der Stadt ernannt, also zu einem lebenslangen bürgerlichen Mitglied. 1597 gehörte er zum ersten Mal der dreiköpfigen Stadtregierung an. Diese bestand aus dem Stellvertreter des Bürgermeisters, dem Stellvertreter des Schultheißen und dem Obristzunftmeister. Dieser war nicht nur der Meister der Zünfte, sondern er befehligte als Obrist eine im Fall militärischer Auseinandersetzung von den Zünften zu stellende Bürgerwehr. Das Amt des Obristzunftmeisters hatte Renner in den folgenden Jahren im Wechsel mit dem des Schultheiß-Statthalters mehrfach inne. 1598 wurde er Obmann der Schützengesellschaft zum Stahl.
Im Jahre 1599 war er in seiner Eigenschaft als Statthalter des Schultheißen für die städtischen Hexenprozesse zuständig. In dem Jahr ließ die Stadt zwischen dem 30. Januar und dem 24. März zwölf Frauen als Hexen öffentlich hinrichten, vor allem Witwen und alleinstehende Frauen. Zunächst traf es Arme und Alte, dann auch Frauen aus der Oberschicht. Die letzten drei Hingerichteten des Frühjahrs 1599 waren Witwen ehemaliger Ratsmitglieder: Margaretha Mößmerin, Catharina Stadellmenin und Anna Wolffartin. An sie erinnert heute eine Tafel am Freiburger Martinstor. Im Jahre 1603 drängte Renner als Obristzunftmeister den als Schultheiß-Statthalter fungierenden Ratsherrn Andreas Flader dazu, 25 der Hexerei verdächtige Frauen anzuklagen und foltern zu lassen. Von diesen Frauen wurden dreizehn zum Tode verurteilt, geköpft und ihre Leiber verbrannt.  Es war der Arzt und Kaiserliche Rat Johannes Pistorius der Jüngere, der 1603 durch seine kluge, begründete Stellungnahme und sein mutiges Einschreiten gegen Renner und den Freiburger Stadtrat die "Kindhexe" Agatha Gatter vor einem Todesurteil bewahrte. In den folgenden sieben Jahren gab es daraufhin in Freiburg keine Hexenverbrennung mehr.
Die Beischrift eines Portraitgemäldes von Renner im Besitz der Freiburger Stiftungsverwaltung lautet: Johan Renner der Statt Freyburg gewesene Obristemeister und grosser guotthätter der Armen, welchen er zu Almuosen sein verlassenschafft uff XVIII tausendt gulden werth seiner seelen Zu trost vergabet. Anno 1613, d. h., der kinderlose Renner stiftete sein gesamtes Vermögen von 18.000 Gulden den Armen.

## Bewertung
Wegen Renners großzügiger Stiftung für die Armen beschloss der Freiburger Stadtrat 1882, eine Straße im Stadtteil Stühlinger nach ihm zu benennen.
Eine von der Stadt beauftragte Namenskommission empfahl 2016 in ihrem Gutachten, die Rennerstraße umzubenennen, denn Renner „habe sich damalige klare und begründete Stellungnahmen gegen den Hexenwahn nicht zu eigen gemacht, sondern sich durch sein Verhalten sogar als ein besonders eifriger Hexenjäger erwiesen“.
Seit 2018 ist die Straße nach der Frauenrechtlerin Grete Borgmann benannt.